# 1968年メキシコシティーオリンピックのユーゴスラビア選手団
1968年メキシコシティーオリンピックのユーゴスラビア選手団（1968ねんメキシコシティーオリンピックのユーゴスラビアせんしゅだん）は、1968年10月12日から10月27日にかけてメキシコの首都メキシコシティーで開催された1968年メキシコシティーオリンピックのユーゴスラビア選手団、およびその競技結果。

## 概要
今大会は金メダル3個、銀メダル3個、銅メダル2個の合計8個のメダルを獲得した。

## メダル
| メダル | 選手名               | 競技 | 種目           |
| ------ | -------------------- | ---- | -------------- |
| 金     | ジュルジカ・ビエドフ | 競泳 | 女子100m平泳ぎ |
| 銀     | ジュルジカ・ビエドフ | 競泳 | 女子200m平泳ぎ |